# Sexo en Nueva York (libro)
Sexo y la Ciudad es una colección de ensayos escritos por Candace Bushnell basados en los estilos de vida de ella y de sus amigos. Fue por primera vez publicado en 1997, y republicado en 2001, 2006, y en 2008 por el 10.º aniversario en relación con el estreno de la película.
El libro es una antología  de columnas que Bushnell empezó escribir en 1994 para The New York Observer. El libro fue adaptado a la serie emitida durante largo tiempo de la HBO también llamada Sexo en la Ciudad o Sexo en Nueva York (1998–2004), el cual originó una película homónima en 2008 y una secuela en 2010, pero escrito bajo la versión ficticia de ella misma, Carrie Bradshaw.

## Precuela de la serie
Una precuela de la serie de novelas, Los Diarios de Carrie, se escribió en 2010 y fue adaptada para una serie de televisión de la CW en 2013.